# بردگوری نصیرآباد ۱
بردگوری نصیرآباد ۱ مربوط به دوره اشکانیان - دوره ساسانیان است و در شهرستان کوهرنگ، بخش مرکزی، دهستان شوراب تنگزی، شرق روستای نصیر آباد واقع شده و این اثر در تاریخ ۱۲ شهریور ۱۳۸۶ با شمارهٔ ثبت ۱۹۴۸۳ به‌عنوان یکی از آثار ملی ایران به ثبت رسیده است.